# Hala Sportowa Miejskiego Ośrodka Sportu i Rekreacji w Łodzi
 (avril 2025).
Hala Sportowa Miejskiego Ośrodka Sportu i Rekreacji de Łódź (également connu sous l'acronyme Hala MOSiR) est une salle omnisports située à Łódź en Pologne.

## Galerie

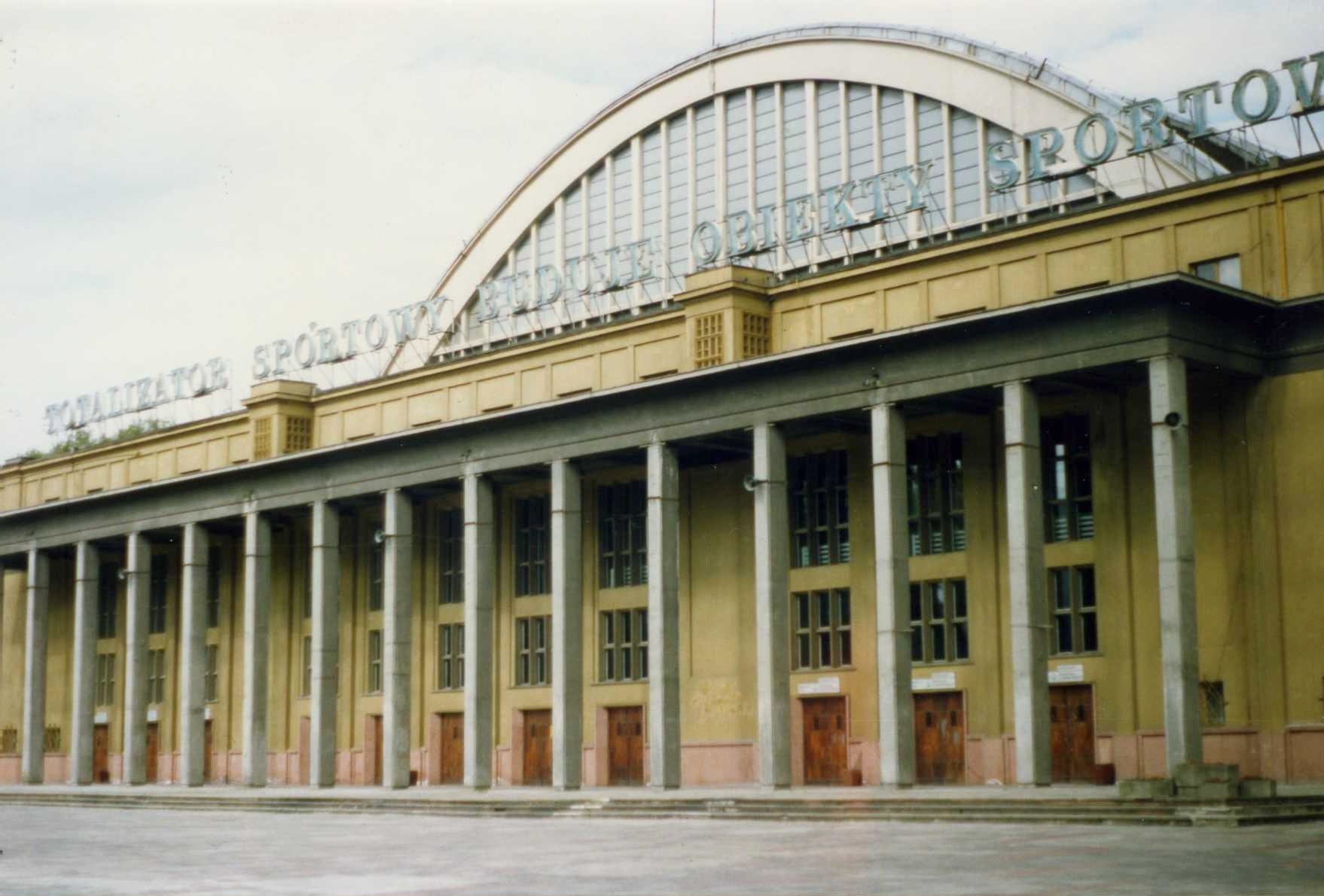